# Жанауба (мікрорегіон)

Жанауба на карті штату Мінас-Жерайс

Жанауба (порт. Microrregião de Janaúba) — мікрорегіон в Бразилії, входить в штат Мінас-Жерайс. Складова частина мезорегіону Північ штату Мінас-Жерайс. Населення становить 251 500 чоловік на 2006 рік. Займає площу 15 155,227 км². Густота населення — 16,6 чол./км².

## Склад мікрорегіону
До складу мікрорегіону включені наступні муніципалітети:
1. Катуті
2. Еспіноза
3. Гамелейрас
4. Жанауба
5. Жаїба
6. Мамонас
7. Мату-Верді
8. Монті-Азул
9. Нова-Портейрінья
10. Пай-Педру
11. Портейрінья
12. Ріашу-дус-Машадус
13. Серранополіс-ді-Мінас

| Бразилія | Це незавершена стаття з географії Бразилії. Ви можете допомогти проєкту, виправивши або дописавши її. |